# Campionati europei di sollevamento pesi 1906
I Campionati europei di sollevamento pesi 1906, 10ª edizione della manifestazione, si svolsero a L'Aja il 28 gennaio 1906.

## Formula
La formula prevedeva quattro serie di sollevamenti:
- due sollevamenti a distensione a due mani;
- due sollevamenti a slancio a due mani

## Resoconto
Si disputarono in formato "Open", senza limiti di peso. Al primo e terzo posto si classificarono atleti tedeschi, al secondo i Paesi Bassi.

## Risultati
| Evento | Oro            | Oro   | Argento           | Argento | Bronzo                | Bronzo |
| ------ | -------------- | ----- | ----------------- | ------- | --------------------- | ------ |
| Open   | Heinrich Rondi | 278,0 | Antoon Dorregeest | 264,0   | Heinrich Schneidereit | 260,0  |

## Medagliere
| Posiz. | Nazione     | Oro | Argento | Bronzo | Totale |
| ------ | ----------- | --- | ------- | ------ | ------ |
| 1      | Germania    | 1   | 0       | 1      | 2      |
| 2      | Paesi Bassi | 0   | 1       | 0      | 1      |
| Totale | Totale      | 1   | 1       | 1      | 3      |